# Middelie
Middelie is een dorp in de gemeente Edam-Volendam, in de Nederlandse provincie Noord-Holland. In 2023 had het dorp 720 inwoners. De buurtschap Axwijk behoort tot Middelie. Het dorp grenst in het noorden aan Oosthuizen, in het oosten aan Warder en in het westen aan Kwadijk en Hobrede.
Tot 1 januari 2016 behoorde Middelie tot de gemeente Zeevang. Als gevolg van een gemeentelijke herindeling werd de gemeente Zeevang bij die van Edam-Volendam gevoegd.

## Naam

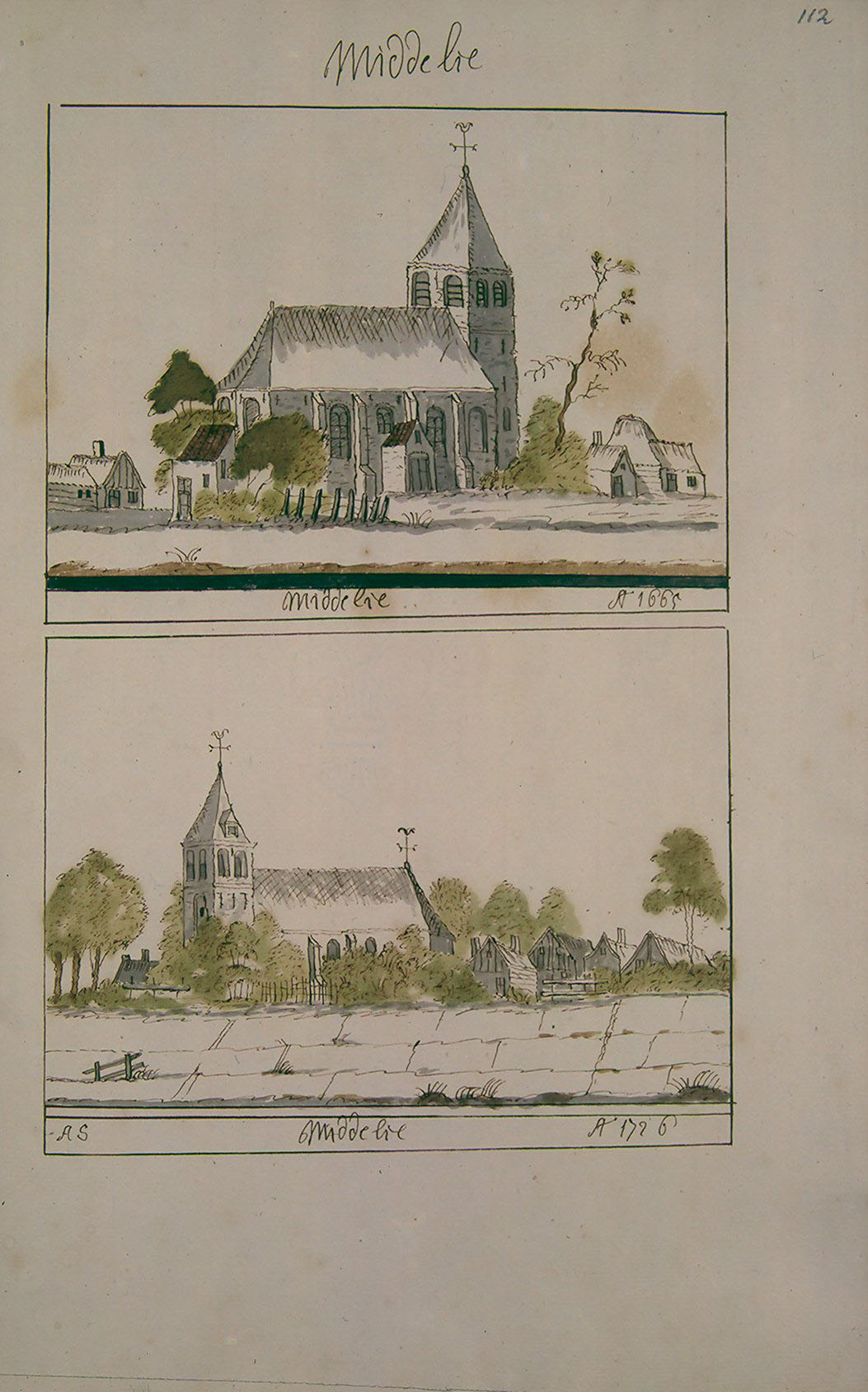
Kerk van Middelie tussen 1710 en 1735

Middelie is een verbastering van Midden-Ye, het is genoemd naar het veenriviertje de Ye (IJe), dat in de Middeleeuwen vanaf Oosthuizen zuidwaarts stroomde richting Flevomeer (en later Zuiderzee) totdat het door een dam in de Ye, de IJedam (Edam) werd afgedamd.

## Gebouwen en verenigingen[3]
- Café-Hotel-Restaurant "Het Wapen van Middelie"
- Basisschool "OBS Middelie"
- IJsclub "De Ondersteuning" (1880 - heden)

- Dorpsraad Middelie (1970 - heden)
- Vereniging Volksvermaak Middelie (VVM)
- Vrouwenclub "Het Trefpunt"
- Mannenclub "Het Mikpunt" (2011 - heden)
- Toneelvereniging "Eendracht Maakt Macht" (1871 - heden)
- Gymvereniging "Hercules" (1919 - heden)
- Stichting Kerk Middelie (SKM)
  - "Doopsgezinde vermaning"
- Historisch Genootschap "Oud-Middelye" (1997 - heden)
- Klokkenstoel Middelie 96

## Verkeer en vervoer
Tussen 1884 en 1936 stopten treinen op de spoorlijn Zaandam - Enkhuizen in Stopplaats Middelie.

## Geboren
- Johannes de Koo (1841-1909), journalist
- Simon Franke (1880-1957), schrijver
- Tede Beets (1880-1958), militair
- Jacques de Koning (1981), langebaanschaatser

## Trivia
- In Amsterdam is er een straat genaamd de "Middeliestraat".